# ソユーズMS-22
ソユーズMS-22は3名の乗員を乗せて2022年9月21日にバイコヌール宇宙基地国際宇宙ステーションに向けて打ち上げられたロシアのソユーズ宇宙船。当初、2022年9月13日に予定されていた打ち上げは、その後188日間のミッションに向けて2022年9月21日に延期された。

## クルー
当初は2021年5月に3名のロシア人クルーが指名された。各クルーローテーションミッションで少なくとも1名のNASAの飛行士と、1名のロスコスモスの飛行士を維持するためのソユーズ・ドラゴン乗員交換システムの一環として、アメリカ人宇宙飛行士フランシスコ・ルビオがアンナ・キキナと交代した。これによって、両国がステーションに存在することが保証され、ソユーズまたは商用乗員機のいずれかが長期間飛行停止になった場合でも、別々のシステムを維持することを可能にする。
| 地位                  | 乗組員                                                                    | 乗組員                                                                    |
| --------------------- | ------------------------------------------------------------------------- | ------------------------------------------------------------------------- |
| 指揮官                | セルゲイ・プロコピエフ, ロスコスモス 第67/68/69次長期滞在 2回目の宇宙飛行 | セルゲイ・プロコピエフ, ロスコスモス 第67/68/69次長期滞在 2回目の宇宙飛行 |
| 第1フライトエンジニア | ドミトリー・ペテリン, ロスコスモス 第67/68/69次長期滞在 1回目の宇宙飛行   | ドミトリー・ペテリン, ロスコスモス 第67/68/69次長期滞在 1回目の宇宙飛行   |
| 第2フライトエンジニア | フランシスコ・ルビオ, NASA 1回目の宇宙飛行                                | フランシスコ・ルビオ, NASA 1回目の宇宙飛行                                |

### 予備クルー
| 地位                  | 乗組員                           | 乗組員                           |
| --------------------- | -------------------------------- | -------------------------------- |
| 指揮官                | オレグ・コノネンコ, ロスコスモス | オレグ・コノネンコ, ロスコスモス |
| 第1フライトエンジニア | ニコライ・チュブ, ロスコスモス   | ニコライ・チュブ, ロスコスモス   |
| 第2フライトエンジニア | ローラル・オハラ, NASA           | ローラル・オハラ, NASA           |

## ソユーズ宇宙船
本ミッションで使用されているソユーズ宇宙船は、現代的なロケット工学と宇宙航行学の父の一人して、ロバート・ゴダードやヘルマン・オーベルトなどの著名人とともに今日も尊敬されているコンスタンチン・ツィオルコフスキー（1857-1935）にちなんで命名された。ツィオルコフスキーの生誕165周年はソユーズMS-22の少し前（当初計画の数日後）の9月17日にあたっている。

## 冷却系のトラブル

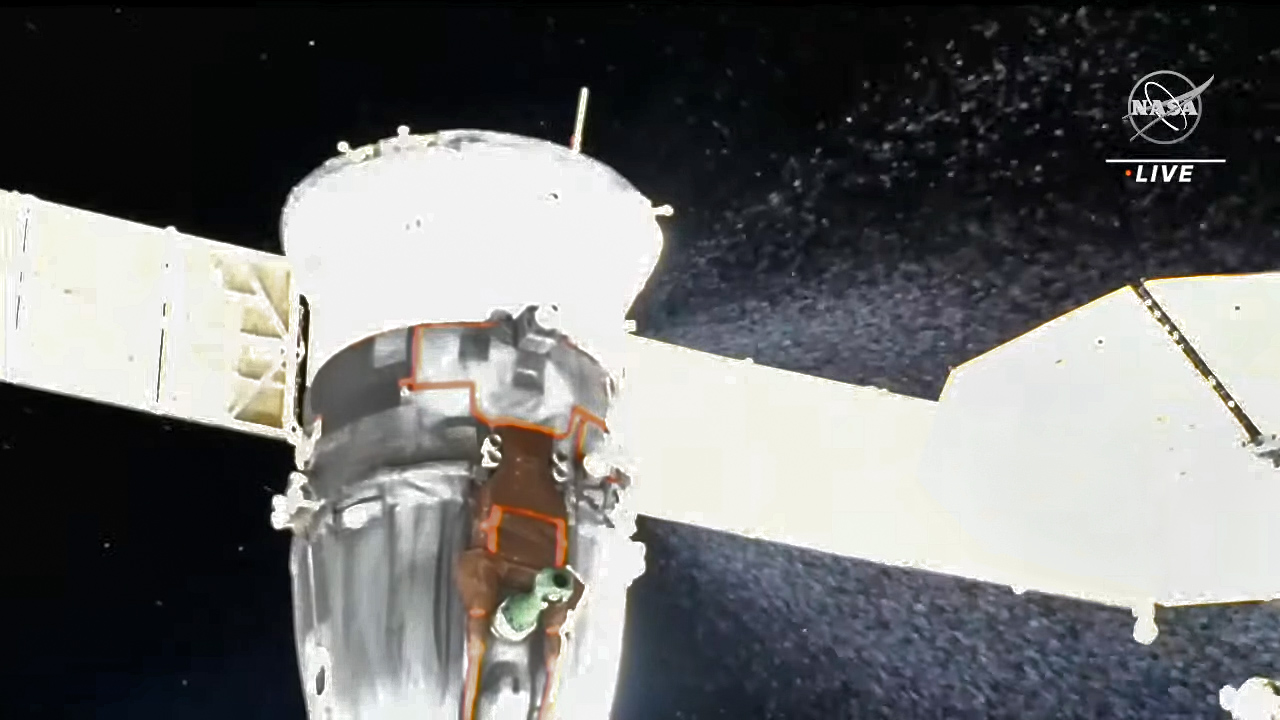
飛散する"薄片の流れ"

2022年12月15日12時45分（UTC）、外部ラジエーターの冷却ループの圧力低下と同時に、ソユーズ宇宙船から飛散する「目に見える薄片の流れ」が確認された。予定されていたペテリンとプロコピエフの船外活動はこの事故を評価する間、キャンセルされた。
ラジエーターの漏れは、微小隕石の衝突により発生したものである。
衝突によってソユーズMS-22宇宙船のサービスモジュールに設置されている外部冷却器のラジエーターに直径0.8 mm (0.031 in)の穴が開いた。
事故の原因を突き止め、船の技術的状態を分析し、地上の専門家と宇宙飛行士のためのさらなる行動のための勧告を作成するために、2 つの作業部会が結成された。
実施された宇宙船のシステムテストにより、事故後の最初の数日間の軌道モジュールと降下モジュールの温度は+30°Cに達し、サービスモジュールの温度は+40°Cに達したが、2023年1月に宇宙船全体の温度は約+30°Cで安定した。
2022年12月、ERAとCanadarm 2のマニピュレータアームのカメラを用いて、ソユーズMS-22の外表面の調査が行われた。地上で受信したデータの解析により、サービスモジュール表面の損傷箇所の可能性を検出することができた。
ドッキング解除に先立つ2023年2月にプログレスMS-21も冷却材漏洩を伴う同様な問題に遭遇していた。

## ドッキング解除と帰還
ソユーズ MS-22は乗組員の帰還を行うことができないため、ソユーズ32号のように無人で帰還した。MS-23 はソユーズ34号のように無人で打ち上げられ、2023年9月にMS-22 の乗組員を帰還させる予定である。このため、MS-22のクルーはほぼ1年間を宇宙で過ごすことになる。MS-23の元の有人ミッションは延期され、MS-24ミッションに再割り当てされた。このため、重量218 kg分のいくつかの非与圧貨物と機器がソユーズMS-22の無人での帰還で地上に持ち帰られる。管制チームの報告によれば、着陸時の温度はおそらく50°Cに達しており、研究されていた最悪の有人緊急着陸シナリオよりも良好だった。さらなる詳細は分析後に公表される予定となっている。
MS-23がISSにドッキングするまでは、スペースX Crew-5が非常の場合にMS-22のクルーを帰還させるオプショとしてみなされていた。これは、スペースXが当初クルードラゴンに7名同時に搭乗することを前提に設計したことから可能となる。これらの理由から、国際宇宙ステーションのミッション管理チームはNASAの宇宙飛行士フランシスコ・ルビオの座席の内張を、ルビオが緊急避難のために宇宙ステーションから地球に戻る必要が発生した場合に備えて救命ボート機能を確保するために、ソユーズMS-22宇宙船からクルードラゴン・エンデュランスに変更することを決定した。内張は2023年1月17日に移され、設置と設定は2023年1月18日のほぼ全日を要した。2機のソユーズ間での座席内張の交換は過去にも行われたが、ソユーズからクルードラゴンへの交換は初めてだった。この変更によって、MS-22宇宙船内部の熱負荷が減少してクルー保護能力が向上したので、非常時にはプロコピエフとペテリンがMS-22で地球に帰還することも可能となった。スペースX Crew-5離脱後は、Crew-6宇宙カプセルも緊急避難としてクルーを戻すために機能するように設計されている。
MS-23は2023年2月25日に到着してISSにドッキングし、翌日の2月26日に、ルビオの座席内張は新しいソユーズに移され、セルゲイ・プロコピエフとドミトリー・ペテリンの座席内張はソユーズで帰還するために3月2日にMS-22からMS-23に移された。